# نخستین دوره جوایز اسکار
نخستین دوره جوایز اسکار توسط آکادمی علوم و هنرهای سینما، در تاریخ ۱۶ مهٔ ۱۹۲۹، طی یک مهمانی شام خصوصی، در هتل روزولت هالیوود در لس آنجلس، کالیفرنیا برگزار شد و از بهترین فیلم‌های سال‌های ۱۹۲۷ و ۱۹۲۸ تقدیر به عمل آورد. مدیر آکادمی علوم و هنرهای سینما، داگلاس فربنکس مجری این مراسم بود. قیمت بلیت این مراسم ۵ دلار آمریکا بود (که با توجه به تورم در ۲۰۱۹، ۷۴ دلار می‌شود) و ۲۷۰ نفر در این مراسم شرکت کردند و کل مدت زمان این مراسم ۱۵ دقیقه به طول انجامید. جایزه‌های این مراسم توسط لوئیس بی. میر، بنیان‌گذار شرکت لوئیس بی. میر پیکچرز (که بعدها نام این شرکت به مترو گلدوین مایر تغییر یافت) بود، ساخته شد. برعکس دیگر مراسم اسکار، که در سال‌های بعد برگزار شد، برندگان این مراسم، از یک ماه پیش از این مراسم، مشخص شده بودند. این مراسم، تنها مراسم اسکاری بود که به هیچ شکلی منتشر نشد. دوره بعدی جوایز اسکار در رادیو و در سال ۱۹۳۰ منتشر شد.
آکادمی طی این مراسم، جوایز اسکار را به ۱۲ دسته تقسیم کرد. نامزدها سه ماه پیش از رویداد زنده اعلام شدند. برخی از نامزدهای این دوره بدون این‌که در فیلمی کار کرده باشند - مانند رالف همرز و نیوجنت اسلاتر که نامزد بهترین جلوه‌های مهندسی شده بودند - نامزد جایزه شدند. برخلاف مراسم‌های بعدی، نخستین دوره جوایز اسکار تنها مراسمی بود که یک بازیگر می‌توانست در یک سال تقویمی، برای چندین نقش ترکیبی در رشته‌های مشابه جایزه را کسب نماید. به عنوان مثال، امیل یانینگز، برای دو فیلم راهی که همه می‌روند و آخرین فرمان، جایزه اسکار بهترین بازیگر مرد را دریافت کرد. همچنین چارلی چاپلین و برادران وارنر یک جایزه افتخاری دریافت کردند.
فیلم‌هایی که بیشترین جایزه را بردند، سیر در عرش و طلوع: آواز دو انسان بودند و فیلم بال‌ها برنده دو جایزه شد. طلوع: آواز دو انسان برندهٔ بهترین فیلم هنری و خاص شد و بال‌ها برنده بهترین فیلم شد. این دو بخش در همان زمان به عنوان برترین جایزه‌های شب در نظر گرفته شده بودند، که برای احترام به جنبه‌های مختلف و مهم یک فیلم‌سازی عالی بود. سال بعد، آکادمی جایزه بهترین فیلم هنری و خاص را حذف کرد و اعلام کرد که جایزه‌ای که بال‌ها کسب کرده مهم‌ترین جایزه این مراسم است.

## آغاز
در ۱۹۲۷، آکادمی علوم و هنرهای سینما توسط لوئیس بی. میر، بنیان‌گذار شرکت لوئیس بی. میر پیکچرز (که بعدها به مترو گلدوین مایر پیوست) ایجاد شد. هدف مایر در ایجاد این جایزه اتحاد فعالان پنج شاخه صنعت فیلم از جمله بازیگران، کارگردانان، تهیه‌کنندگان، تکنسین‌ها و نویسندگان بود. مایر در مورد ایجاد جوایز گفت: «فهمیدم که بهترین راه برای مدیریت [فیلم‌سازان] آویزان کردن مدال بر همه آنها است… ولی اگر من به آنها جام و جایزه می‌دادم، این کار آن‌ها را در راه آنچه که می‌خواستم بسازم، می‌کشت. به همین دلیل جایزه اسکار را به‌وجود آوردم.» مایر از سدریک گیبنز، کارگردان هنری ام جی ام خواست تا جوایز اسکار را طراحی کند. نامزدها از طریق تلگراف در فوریهٔ ۱۹۲۸ اعلام شدند. در اوت ۱۹۲۸، مایر برای تصمیم‌گیری در مورد برندگان، با هیئت مرکزی داوران آکادمی تماس گرفت. با این حال، به گفته کارگردان آمریکایی کینگ ویدور، رأی جایزه اسکار بهترین فیلم در دست بنیانگذاران آکادمی داگلاس فربنکس، سید گراومن، مایر ،مری پیکفورد و جوزف ام. شنک بود.

## اطلاعات مراسم
این مراسم در ۱۶ مهٔ ۱۹۲۹ در هتل روزولت هالیوود واقع در لس آنجلس، طی یک مهمانی شام خصوصی به همراه ۳۶ میز برگزار شد. قیمت بلیت این مراسم ۵ دلار آمریکا بود (که با توجه به تورم در ۲۰۱۹ ۷۴ دلار می‌شود) و ۲۷۰ نفر در این مراسم شرکت کردند و بازیگران با خودروهای لوکس وارد هتل شدند که در آن طرفداران بسیاری برای تشویق افراد مشهور حضور داشتند. کل مدت زمان این مراسم، ۱۵ دقیقه بود، در تلویزیون و رادیو منتشر نشد و مجری این مراسم مدیر عامل آکادمی، فربنکس بود.

## بررسی برندگان این دوره
برندگان سه ماه پیش از اجرای مراسم مشخص شده بودند. برندگان این دوره: امیل یانینگز، برندهٔ جایزهٔ افتتاح‌کننده مراسم یعنی بهترین بازیگر مرد (برای راهی که همه می‌روند و آخرین فرمان)، جنت گینور برندهٔ بهترین بازیگر زن (برای سیر در عرش، فرشته خیابانی و طلوع: آواز دو انسان)، فرانک بورزیگی برندهٔ بهترین کارگردانی فیلم دراماتیک (برای سیر در عرش)، لوئیس مایلستون برندهٔ بهترین کارگردانی فیلم کمدی (برای دو شوالیه عرب) و بال‌ها برندهٔ جایزه بهترین فیلم شد (که همچنین پرهزینه‌ترین فیلم سال نیز بود). دو برنده نیز برای جایزهٔ افتخاری معرفی شدند: چارلی چاپلین که چندبار به خاطر فیلم سیرک نامزد جایزه شد (که این جوایز، بهترین بازیگر مرد، بهترین کارگردانی فیلم کمدی و بهترین نویسندگی بودند) و برادران وارنر برای فیلم خوانندهٔ جاز که تولیدی فوق‌العاده و پیشگامی بارز در ساخت نخستین مجموعهٔ فیلم‌های ناطق است و همچنین انقلابی در این صنعت ایجاد کرد. ۳ دسته نیز برای دوره‌های بعدی حذف شدند: بهترین جلوه‌های مهندسی‌شده، بهترین نویسندگی برای عنوان فیلم و بهترین فیلم هنری و خاص. کمپانی‌های فیلم‌سازی بزرگی که برنده جایزه شدند، فاکس فیلم، مترو گلدوین مایر، پارامونت پیکچرز، آر.ک.ئو و برادران وارنر بودند.

## برندگان اصلی
یک ایرادی که در نخستین دورهٔ جوایز اسکار (۱۹۲۷–۱۹۲۸) وجود داشت این بود که هر هنرمندی که نامزد –و برنده نیز شده بود– برای کاری که در یک یا چندین فیلم کرده بود یا بدون اشاره به هیچ فیلم خاصی، نامزد شده بود.
برندگان جایزه در سطر نخست فهرست، به صورت بزرگ نوشته می‌شوند و با یک ستاره (*) نشان داده می‌شوند.
| بهترین فیلم - بال‌ها – پارامونت فاموس لکسی* - سیرک – یونایتد آرتیستس - هیاهو – کمپانی کادو - سیر در عرش – فاکس | جایزه اسکار بهترین فیلم هنری و خاص - طلوع: آواز دو انسان – فاکس* - چنگ – پارامونت فاموس لکسی - مردم عادی – مترو گلدوین مایر                                                                                                  |
| بهترین کارگردانی فیلم کمدی - لوئیس مایلستون – دو شوالیه عرب* - چارلی چاپلین – سیرک - تد وایلد – اسپیدی | بهترین کارگردانی فیلم دراماتیک - فرانک بورزیگی – سیر در عرش* - هربرت برنون – سورل و پسر - کینگ ویدور – مردم عادی |
| بهترین بازیگر مرد - امیل یانینگز – آخرین فرمان در نقش ژنرال دول گورکی (دوک بزرگ سرگیوس الکساندر) و راهی که همه می‌روند در نقش آگوست اس چیلینگ* - ریچارد بارتلمس – دام در نقش نیکی الکینز و پتنت لتر کید در نقش پتنت لتر کید - چارلی چاپلین – سیرک در نقش یک ولگرد | بهترین بازیگر زن - جنت گینور – سیر در عرش در نقش دایان, فرشته خیابانی در نقش آنجلا, و طلوع: آواز دو انسان در نقش همسر* - لوئیز درسر – کشتی‌ای می‌آید از در نقش خانم پله زینک - گلوریا سوانسون – سیدی تامسون در نقش سیدی تامسون |
| بهترین نویسندگی داستان اصلی - دنیای تبهکاران – بن هکت* - چارلی چاپلین – سیرک - آخرین فرمان – لایوش بیرو | بهترین نویسندگی اقتباسی - سیر در عرش – بنجامین گلازر* - افتخار بتسی – آنتونی کولدوی - خواننده جاز – آلفرد ای. کوهن |
| بهترین کارگردانی هنری - کبوتر – ویلیام کمرون مینزیز* - طوفان – ویلیام کمرون مینزیز* - سیر در عرش – هری اولیور - طلوع: آواز دو انسان – روخوس گلیزه | بهترین فیلم‌برداری - طلوع: آواز دو انسان – چارلز روشر و کارل استروس* - شیطان رقاص – جرج بارنز - شعله جادویی – جرج بارنز - سیدی تامسون – جرج بارنز                                                                             |
| بهترین جلوه‌های مهندسی شده - بال‌ها – روی پومروی* - بدون دخالت در هیچ فیلمی – رالف همرز - بدون دخالت در هیچ فیلمی – نیوجنت اسلاتر | بهترین نامگذاری فیلم - بدون دخالت در هیچ فیلمی – جوزف دابلیو. فارنهم* - زندگی خصوصی هلن تروی – جرالد دافی - بدون دخالت در هیچ فیلمی – جرج ماریون جونیور                                                                      |

## جوایز افتخاری
جوایز افتخاری زیر - که پس از آن جوایز ویژه خوانده می‌شدند - به این افراد اعطا شد:
- چارلز چاپلین -[۳] به چارلی چاپلین در بازیگری، نویسندگی، کارگردانی و تهیه کنندگی فیلم سیرک.
- برادران وارنر - به برادران وارنر برای تولید فوق‌العاده فیلم خوانندهٔ جاز که پیشگامی بارز در ساخت نخستین سری فیلم‌های ناطق است و انقلابی در این صنعت ایجاد کرد.[۳]

## فیلم‌های با چند نامزدی و جایزه
| تعداد نامزدی | فیلم                |
| ------------ | ------------------- |
| ۵            | سیر در عرش          |
| ۴            | طلوع: آواز دو انسان |
| ۲            | مردم عادی           |
| ۲            | آخرین فرمان         |
| ۲            | سیدی تامسون         |
| ۲            | بال‌ها               |

| تعداد جایزه | فیلم                |
| ----------- | ------------------- |
| ۳           | سیر در عرش          |
| ۳           | طلوع: آواز دو انسان |
| ۲           | بال‌ها               |

## تغییر در جایزه‌های اسکار
پس از نخستین دورهٔ جوایز اسکار (۱۹۲۷–۱۹۲۸) تغییراتی در جوایز آکادمی ایجاد شد:
- دسته‌های مراسم از ۱۲ به ۷ دسته کاهش یافت:
  - جوایز بهترین کارگردانی فیلم کمدی و بهترین کارگردانی فیلم دراماتیک به جایزه بهترین کارگردانی تغییر کردند.
  - جایزهٔ بهترین جلوه‌های مهندسی‌شده حذف شد.
  - جایزهٔ بهترین فیلم هنری و خاص حذف شد.
  - جوایز بهترین نویسندگی اقتباسی و بهترین نویسندگی داستان به جایزه بهترین نویسندگی تغییر کردند.
  - جایزهٔ بهترین نام‌گذاری فیلم حذف شد.

## یادداشت
1. 1 2 3 4  سیرک در واقع نامزد ۴ جایزه شد: که یکی از آنها برای بهترین فیلم سه تای دیگر آنها برای بهترین کارگردانی فیلم کمدی، بهترین بازیگر مرد، و بهترین نویسندگی فیلمنامه اصلی بود که درهمه موارد چارلی چاپلین نامزد جایزه بود. – با این حال، آکادمی تصمیم گرفت نام چاپلین را از دسته‌بندی‌های جوایز رقابتی حذف کند و در عوض به او یک جایزه افتخاری "برای بازیگری، نویسندگی، کارگردانی و تهیه کنندگی سیرک" به او بدهد.
2. ↑  جرالد دافی پس از مرگ نامزد بهترین نامگذاری فیلم شد.